# ジェファーソンデイビス郡 (ルイジアナ州)
ジェファーソンデイビス郡（ジェファーソンデイビスぐん、英: Jefferson Davis Parish）は、アメリカ合衆国ルイジアナ州の南西部、アケイディアナに位置する郡である。2010年国勢調査での人口は31,594人であり、2000年の31,435人から0.5％増加した。郡庁所在地はジェニングス市（人口10,383人）であり、同郡で人口最大の町でもある。郡名はアメリカ連合国大統領 ジェファーソン・デイヴィスに因んで名付けられた。2005年のハリケーン・リタでは、郡西部で暴風と洪水のために大きな損害を受けた。郡内のラカシン国立野生生物保護区は塩水に浸かった。
ルイジアナ州で掘られた最初の石油は、1931年にW・スコット・ヘイウッドが、その後にジェファーソンデイビス郡となった地域で掘り当てたものだった。ヘイウッドは後にルイジアナ州上院議員に選ばれた。

## 歴史
ジェファーソンデイビス郡はルイジアナ州で最も遅く組織化された郡の1つである。昔はカルカシュー郡に属しており、1912年に分離して別の郡となった。アケイディアナ地域にも入っている。郡名はアメリカ連合国大統領 ジェファーソン・デイヴィスに因んで名付けられた。

## 地理
アメリカ合衆国国勢調査局に拠れば、郡域全面積は659平方マイル (1,706.8 km2)であり、このうち陸地652平方マイル (1,688.7 km2)、水域は6平方マイル (15.5 km2)で水域率は0.95％である。
ジェファーソンデイビス郡にはエルトン、フェントン、ジェニングス、レイクアーサー、ウェルシュの5つの法人化された町がある。他に多くの未編入領域があり、郡の利益と経済に貢献している。総じて古風な田園地帯だが、ニューオーリンズ市とヒューストン市の中間に位置し、事業との関わりも深い。州間高速道路10号線が郡内を東西に抜けており、地方市場に容易かつ迅速にアクセスできる。さらにユニオン・パシフィック鉄道も郡内を通っている。マーメントー川は湾岸内陸水路に接続し、水深が9フィート (3 m) あるので、マーメントー港にアクセスできる。ジェニングス空港は滑走路長5,000フィート (1,500 m) あり、小さなジェット機が着陸でき、州間高速道路10号線に近いので便利である。これらの条件が幸いして郡の経済は将来有望である。ラカシン国立野生生物保護区には水上スポーツを楽しむ人々が集まってきている。

### 主要高規格道路
- 州間高速道路10号線
- アメリカ国道90号線
- アメリカ国道165号線
- ルイジアナ州道14号線
- ルイジアナ州道26号線
- ルイジアナ州道97号線
- ルイジアナ州道99号線
- ルイジアナ州道101号線
- ルイジアナ州道102号線
- ルイジアナ州道380号線
- ルイジアナ州道385号線
- ルイジアナ州道395号線

### 空港
- ジェニングス空港 (3R7)

### 隣接する郡
- アレン郡 - 北
- エヴァンジェリン郡 - 北東
- アカディア郡 - 東
- バーミリオン郡 - 南東
- キャメロン郡 - 南
- カルカシュー郡 - 西
- ボーリガード郡 - 北西

## 人口動態
以下は2000年の国勢調査による人口統計データである。
| 基礎データ - 人口: 31,435人 - 世帯数: 11,480 世帯 - 家族数: 8,529 家族 - 人口密度: 19人/km2（48人/mi2） - 住居数: 12,824軒 - 住居密度: 8軒/km2（20軒/mi2） 人種別人口構成 - 白人: 80.60% - アフリカン・アメリカン: 17.79% - ネイティブ・アメリカン: 0.38% - アジア人: 0.19% - 太平洋諸島系: 0.01% - その他の人種: 0.20% - 混血: 0.82% - ヒスパニック・ラテン系: 0.99% 言語別人口構成 - フランス語またはケイジャン・フランス語: 16.15% 年齢別人口構成 - 18歳未満: 29.3% - 18-24歳: 9.1% - 25-44歳: 27.3% - 45-64歳: 21.0% - 65歳以上: 13.3% - 年齢の中央値: 34歳 - 性比（女性100人あたり男性の人口） - 総人口: 92.5 - 18歳以上: 87.5 | 世帯と家族（対世帯数） - 18歳未満の子供がいる: 37.2% - 結婚・同居している夫婦: 56.8% - 未婚・離婚・死別女性が世帯主: 13.7% - 非家族世帯: 25.7% - 単身世帯: 22.6% - 65歳以上の老人1人暮らし: 10.7% - 平均構成人数 - 世帯: 2.70人 - 家族: 3.18人 収入と家計 - 収入の中央値 - 世帯: 27,736米ドル - 家族: 33,129米ドル - 性別 - 男性: 28,279米ドル - 女性: 18,668米ドル - 人口1人あたり収入: 13,398米ドル - 貧困線以下 - 対人口: 20.9% - 対家族数: 18.1% - 18歳未満: 25.4% - 65歳以上: 19.9% |

## 都市と町

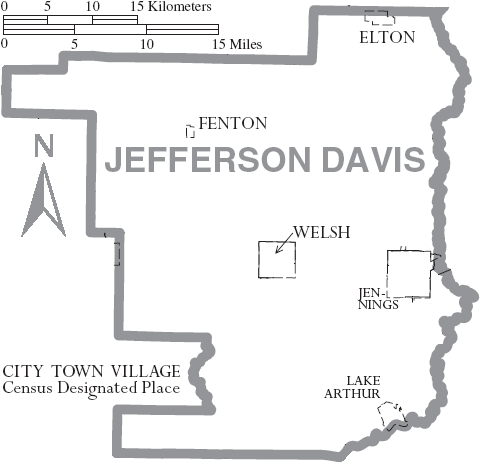
ジェファーソンデイビス郡図

- エルトン
- フェントン
- ジェニングス - 郡庁所在地
- レイクアーサー
- ウェルシュ

### 未編入の町
- ラカシン
- ロアノーク
- トプシー

## 教育
ジェファーソンデイビス郡公共教育学区が地元の公立学校を運営している。
ジェファーソンデイビス郡図書館が郡内の公共図書館を運営している。その本部はジェニングス市内にある。他にエルトン、レイクアーサー、ウェルシュに支所がある。さらにジェニングス市内にはジェニングス・カーネギー公共図書館もある。